# Staberoha multispicula
Staberoha multispicula är en gräsväxtart som beskrevs av Neville Stuart Pillans. Staberoha multispicula ingår i släktet Staberoha och familjen Restionaceae. Inga underarter finns listade i Catalogue of Life.